# Vinet till Sankt Martinsfesten
Vinet till Sankt Martinsfesten (spanska: El vino de la fiesta de san Martín) är en målning av den flamländske renässanskonstnären Pieter Bruegel den äldre som tros ha utförts 1566–1567. Den är signerad BRVEGEL och är sedan 2010 utställd på Pradomuseet i Madrid. 
Sankt Martinsfesten äger rum den 11 november till minne av helgonet Martin av Tours. I Skandinavien har den vanligen översatts till Mårtensafton. Tidpunkten sammanfaller med vinskörden och i Bruegels målning skildras hur en stor vintunna har ställts fram i en flamländsk by. Bruegels genremålningar är kända för sina detaljrika och livfullt berättade folklivsskildringar, inte sällan med humoristiska inslag. Här avbildas en pyramidformad folkhop på och omkring vintunnan. Till höger om  backanalen rider helgonet själv på en vit häst. Med sitt svärd skär han loss en bit av sin mantel för att ge till en tiggare såsom det är beskrivet i hans helgonlegend. 
Vinet till Sankt Martinsfesten är Bruegels största målning och var länge okänd. Den upptäcktes i samband med att en privatsamlare, som tänkt sälja tavlan, lämnade in den  till Pradomuseets experter för restaurering år 2010. Efter månader av arbete upptäcktes mästarens signatur längst nere i tavlans vänstra hörn. Pradomuseet fick samma år köpa tavlan för 63 miljoner kronor, ett pris som ansågs ligga långt under marknadsvärdet.